# تعابير الثرات الشفهي المغربي
تعابير الثرات الشفهي المغربي هي العديد من الأوصاف البلاغية و المجازية في الثراث المغربي للتعبير عن حالة إنسانية أو اجتماعية محددة بطريقة بلاغية ولها علاقة بالمنظور التقليدي للمجتمع المحافظ و الذي يتحاشى التحدث عن الأشياء بمسمياتها .اعتُمد الثرات المحكي بطريقته العفوية بدل التعابير الرسمية المكتوبة لطلاقته وسهولة فهمه من عامة المجتمع المغربي.
ملاحظة:
التراث الشفهي المغربي غني بالتعابير العربية والأمازيغة، إلا أننا ها نسرد العربية أو المعربة منها وستجد الأخرى في تعابير الثرات الشفهي الأمازيغي.

## التعابير
| التعبير الأصلي[بحاجة لمصدر]                                                                                | التعبير بالفصحى                                                                               | المعنى أو الخلفية الثراثية                                                                              |
| --- | --------------------------------------------------------------------------------------------- | --- |
| الّي بغا العسل يصبر لقريص النحل                                                                             | من أراد العسل يجب أن يستحمل لسعات النحل                                                       | لا يصل المرئ إلى شيء بدون أن يكون مستعد لتقديم تنازلات أو استحمال المشقات                               |
| الّي بغا سيدي علي بن حمشوش، يبغيه بقطوطو                                                                    | من أراد ان يتبرك بالولي الصالح سيدي علي بن حمشوش، فل يتقبل القططة التي تأخذ من ضريحه مأوا لها | - |
| لوكان الخوخ يداوي، كون داوى راصو                                                                           | لو أن للخوخ فائدة كدواء، لكان هو أولى بالشفاء                                                 | فاقد الشيء لا يعطيه                                                                                     |
| عشّاق ملّال                                                                                                  | يعشق بسرعة ويمل بسرعة                                                                         | لوصف شخصية غير مستقرة المزاج                                                                            |
| عيش نهار تسمع خبار                                                                                         | كل يوم تحياه، ستسمع غرائب الأخبار                                                             | للتعبير على أعلى درجات الدهشة من خبر مثير قد سمعته للثو.                                                |
| اللي غلب يعف                                                                                               | من فاز في الخصام، فل يكن عفوّا                                                                 | من فاز في صراع ما، يجب أن يتحلى بقيم التسامح والعفو                                                     |
| الحنة حرشة، والماشطة عمشة .والعروس فيها بوهزهاز                                                            | -                                                                                             | كل ما كان عليه أن يمر بسلام، إلا وتحول إلى كارثة، والكل في آن واحد                                      |
| مول الطاحونة، والسانية ,ولمرا التانية حتى ليلة ما يبات هانية                                               | -                                                                                             | كلما كثر المال والجاه، إلا وقلت راحة البال                                                              |
| مشات عيشة تجيب القزبر، جات حبلا من سبع شهور، لو كان ما خافت من الطلاق، كون بقات حتى يخلاق                  | -                                                                                             | - |
| اطلع تاكل الكرموص، اهبط شكون قالها ليك                                                                     | اصعد لتأكل التين، اهبط من أمرك بهذا                                                           | لوصف قرارات رسمية متناقضة، تُبيح وتُحرم في آن واحد                                                        |
| سير بالنية وارقد(نعس) مع الحية                                                                             | حَسِّن النية ونم مع الحية                                                                        | حسن النية يقي من الأشرار                                                                                |
| لمعايرة في لوجه صابون، وفي الظهر طاعون                                                                     | -                                                                                             | انتقاد الأشخاص في حضورهم جيد أما النميمة في هي مرض عقيم                                                 |
| أنت مير وأنامير، الله يجيب اللي يصوك هذ لحمير                                                              | أنت أمير وأنا أمير، فمن يسوق هذه الحمير                                                       | إذا كان الكل أمراء، فمن سيقوم بالأعمال اليومية                                                          |
| الكرش غرارة ورباطها عقل                                                                                    | -                                                                                             | حكمة العقل هي من يحجم تتبع الشهوات                                                                      |
| اضربني وابكا، واسبقني وشكا                                                                                 | ضربني وبكى و استبق في تقديم الشكاية                                                           | المعتدي تنكر لفعلته وصار يلعب دور الضحية                                                                |
| لعوين مع النصارى ولا لكلاس خسارة                                                                           | -                                                                                             | العمل والكد مع من تختلف معه في العقيدة خير من عمل لا شيء لأن العدم خسارة كبرى                           |
| اللي (دار)عمل راسو في النخالة ينقبو الدجاج                                                                 | من أثقل رأسه بقشور الحبوب، سيأكل الطير منه                                                    | من يهتم ويُعقب على الأفعال التافهة يصير جزئ من أهلها                                                     |
| اللي غاب عليك أصلو شوف فعلو                                                                                | من غاب عنك أصله، تأمل في أفعاله                                                               | أفعال (سلوك)الشخص توحي بأصله وتربيته                                                                    |
| ايمارت الدار على بابها                                                                                     | علامة البيت توجد عند بابه                                                                     | علامة الأشياء (أخلاق الأشخاص) تبدوا من الوهلة الأولى                                                    |
| اخنيفيسة تونس، خير من غزالة تهوس                                                                           | -                                                                                             | قبيحة المظهر بحسن المجالسة خير من جميلة لكن مهووسة                                                      |
| من لاخير في لسانو لاخير فمكانو                                                                             | من لا خير في لسانه، لا خير في مكانه                                                           | صاحب النميمة يترك المجالس في خراب                                                                       |
| الي ما سمع راي كبيرو الهم تدبيرو                                                                           | -                                                                                             | من لم يكترث لخبرة الأكبر سنا، فعليه تدبر مشقة جمع الخبرة لحاله                                          |
| الفكوسة من الصغر كتعواج                                                                                    | يعوج الخيار في أيامه الأولى                                                                   | أخلاق الناس تُحدد في ما تلقوه صغارا                                                                      |
| كيفصل الزناقي ويخيط الدروبه                                                                                | -                                                                                             | - |
| اربط حمارك مع لحمير، يتعلم الشهيق والنهيق وخرجان الطريق                                                    | -                                                                                             | - |
| نهيه، انهيه ويلا عما، سير وخليه                                                                            | -                                                                                             | - |
| مع من شفتك مع من شبهتك                                                                                     | أُشبهك مع من أنظرك                                                                             | يُشبه الأشخاص مع من هم يصاحبون ويترددون في اللقاء                                                        |
| كن اسبع وكلني، ولاتكنشي ذيب تشوهني                                                                         | كن أسدا والتهمني و لا تكن ذئبا فتخذلني                                                        | أن يحصل الشخص الكفؤ على الزعامة هي نعمة وشرف للكل، أما أن يحصل عليها اللّعوب بذهائه فستكون نقمة على الكل |
| أميات تخميمة وتخميمة ولا ضربة بمقص                                                                         | مائة تخمين وتخمين قبل استعمال ضربة مقص                                                        | التفكير في الأمور قبل اتخاد القرارات حكمة واجبة                                                         |
| قليل مداوم خير من كثير ومقطوع                                                                              | قليل مستمر، خير من كثير منقطع                                                                 | - |
| اللي جبر احسن من لعسل يلعقو                                                                                | من وجد أحلى من العسل فليلعقه                                                                  | - |
| النفس نفس سلطان، والحالة حالة مسكين                                                                        | أخلاق السلطان ومظهر الفقير                                                                    | لوصف شخصية لها قيم أخلاقية ومجتمعاتية عالية رغم عوزها المادي.                                           |
| السلطان بالتاج ويحتاج                                                                                      | حتى السلطان بتاجه، يحتاج الآخرين                                                              | طلب المساعدة ليس عيبا، فلا شخص هو مكتمل                                                                 |
| اللي صابها ليلو، ما عطاها لغيرو                                                                            | -                                                                                             | فاقد الشيء لا يُعطيه                                                                                     |
| لمحبة الزربانة مفرقة في نهار                                                                               | -                                                                                             | - |
| دهن راسو بلعسل وخشاه في غار النمل                                                                          | -                                                                                             | لوصف أحد القرارات الغير مدروسة وللتعقيب على من لم يتوقع النتائج السلبية                                 |
| لاتشكر لاتذم، حتى تجرب عام                                                                                 | -                                                                                             | لا تحكم على الأمور من سطحياتها قبل أن تخوط طويلا في حيثياتها.                                           |
| ايلا كان حبيبك عسل، لاتلعقوش كلو                                                                           | إذا كان حبيبك من عسل، فلا تلعقه كله                                                           | يُستعمل هذا المثل لإبراز جشع شخص أحسنت إليه ويريد استنزاف أكثر من المساعدة المقدمة له                    |
| اللي ضرباتو إيدو ما يبكيش                                                                                  | من ضربته يده لا يبكي                                                                          | لا يشتكي المرئ من أعماله وقراراته الذاتية                                                               |
| حبني محبة خوك وحاسبني حساب عدوك                                                                            | -                                                                                             | يجب الفرق بين الصداقة والتجارة و محاسبة المسؤولية                                                       |
| اللي دركك(غطّاك) بخيط دركو(غطّيه) بحيط                                                                       | -                                                                                             | من تجاهلك لوهلة قصيرة، تجاهله ما استطعت                                                                 |
| تغدا وتمدا وتعشا وتمشا                                                                                     | -                                                                                             | القيلولة بعد وجبة الغذاء مهمة كالمشي بعد وجبة العشاء                                                    |
| النواض(الفياق) بكري بالذهب مشري                                                                            | الإستيقاض باكرا يُشترى بالذهب                                                                  | الإستيقاض باكرا له فوائد عديدة أفضل من قيمة الذهب                                                       |
| الضر بالقنطار والراحة على راس ليبرا                                                                        | يوجد من الضرر الكثير، أما الراحة فهي بكبر رأس الإبرة                                          | - |
| باعد من لبلا ليبليك                                                                                        | ابتعد عن البلاء قبل أن يبتليك                                                                 | الاحتياط من المشاكل أهم من اللامبالات والوقوع في البلاء الضار                                           |
| سال لمجرب لاتسال الطبيب                                                                                    | -                                                                                             | - |
| لاعين شافت لاقلب وجع                                                                                       | ما لم تره العين، لن يوجع القلب عليه                                                           | البعد الجغرافي وعن النظر يهذئ من التعلق بالقلب (غائب عن العين، غائب عن القلب)                           |
| العين اللي تموت شبعها شوف                                                                                  | -                                                                                             | - |
| القلب لمغير لوجه يعطيك خبا رو                                                                              | -                                                                                             | - |
| الهذرا بين جوج وثالث خلاط                                                                                  | -                                                                                             | - |
| اللي ترهنو بيعو .واللي تخدمو طيعو                                                                          | -                                                                                             | - |
| اللي خلص دينو شبع                                                                                          | من دفع دَيْنَهُ شَبِع                                                                               | من دفع ديونه عاش مرتاح البال                                                                            |
| على قد فراشك مد رجليك                                                                                      | -                                                                                             | - |
| لبس قدك يواتيك                                                                                             | -                                                                                             | من يعرف مقدار نفسه، يعطي أفضل انطباع                                                                    |
| قلت الشي تترشي                                                                                             | -                                                                                             | كاذ الفقر أن يكون كفرا                                                                                  |
| بحال الكسكاس ملي تيقوى رزقو كيغمضو عينيه                                                                   | مثل الكسكاس (آنية مليئة بالثقب) عندما يمتلأ بالطعام تغلق ثقبه                                 | عندما يغتني الإنسان يقسى قلبه ويغمض عينيه عن من حوله                                                    |
| عند رخصو خلا نصو                                                                                           | -                                                                                             | الشح في اقتناء الأشياء يجعل المرئ يحصل على مستلزمات غير صالحة للإستعمال، فيضطر للإقتناء مرة أخرى        |
| ضربو لحلقو ينسى اللي خلقو                                                                                  | -                                                                                             | أطعم الشخص يفعل كل ما تريد حتى المحرمات                                                                 |
| الله يرحم من مات وخلا الميدة عامرة فتات                                                                    | رحم الله من مات وترك المائدة ممتلئة                                                           | - |
| الحر حر والصنعة ماتضر                                                                                      | -                                                                                             | - |
| هود مساري واطلع شاري                                                                                       | -                                                                                             | - |
| الضحك تيفسخ البيع                                                                                          | -                                                                                             | المداعبة أثناء التفاوض تُفسد الصفقات                                                                     |
| بالنقطة(نقطة نقطة) تيحمل الواد                                                                             | مجموع القطرات هو ما يؤدي لفيضان الوادي                                                        | تحقيق شيء كبير يستلزم العديد من الخطوات الصغيرة                                                         |
| إلى شفتي المزلوط غادي زربان عرف مول لفلوس مسخرو                                                            | إذا رأيت الفقير مسرعا فاعلم أن الغني من أرسله                                                 | - |
| اللي ما عند وفلوس كلامو مسوس                                                                               | -                                                                                             | من لا مال له، لا صوت ولا أتباع له                                                                       |
| زوق تبيع                                                                                                   | تحسين صورة المنتوج ترفع المبيعات                                                              | ممارسة التسويق تؤدي إلى نتائج أفضل                                                                      |
| الخادم تتعنا بنهود لالاها                                                                                  | -                                                                                             | - |
| هذي من لغرايب، لمرا مكحلة وراجل غايب                                                                       | -                                                                                             | - |
| شكون شافو ليك يالمسوكة بالليل، ومكحلة عند القنديل                                                          | -                                                                                             | - |
| قلب القدرة على فمها، البنت تشبه لمها                                                                       | -                                                                                             | - |
| للا مليحة وزادتها الترويحة                                                                                 | -                                                                                             | يُستعمل للتهكم على من يُبالغ في التقاعص عن العمل                                                          |
| للا زينة، وزادها نور الحمام                                                                                | -                                                                                             | يُستعمل للتهكم على من يُبالغ في الأفعال السلبية                                                           |
| مريقت جارتي تتعجبني                                                                                        | أكلات جارتي تطيب لي                                                                           | لوصف الأشخاص الذين يشتكون دائما ويُعجبون بما عند الغير حتى وإن كان مشابها لما عندهم                      |
| عينيك ميزانك                                                                                               | -                                                                                             | استعمل خبرتك للحكم على الأمور                                                                           |
| العارف، شوفتو كفاتو                                                                                        | -                                                                                             | الخبير بالشيء يكتفي بالتأمل                                                                             |
| الحر(ة) بالغمزة والعبد(ة) بالدبزة                                                                          | يفهم الحر بالغمزة والعبد باللكزة                                                              | - |
| كيفيق بالندا إلي طاح                                                                                       | يستفيق بصوت الندى إذا سقط                                                                     | ذكي، خفيف الضل ولا يُثقل الأمر على أحد                                                                   |
| جوعي في كرشي وعنايتي في راسي                                                                               | قلة المال في الباطن والإعتناء بالمظهر                                                         | الإعتناء بالمظهر من أولوياتي حتى وإن كنت فقيرا بدون طعام. للتأكيد على التفريق بين الأولويات والتوجهات   |
| على وجه لكتاب تتباس الجلدة                                                                                 | يتم تقبيل الجلد فقط حيث يلف الكتاب المقدس                                                     | - |
| اللي فاتك بليلة فاتك بحيلة                                                                                 | من سبقك بليلة، سبقك بحيلة                                                                     | لتعضيم قيمة العمر في الزعامة و القوامة                                                                  |
| الزيزون ماتتفهمو غير مو                                                                                    | لا يفهم الأبكم إلا أمه                                                                        | لا يُقدم الولاء لناقصي الشرعية سوى المقربون منهم                                                         |
| ايلا فاتك لكلام، قل سمعت ويلا فاتك الطعام، قل شبعت                                                         | إذا فاتك الكلام، قل سمعت. وإذا فاتك الطعام، قل شبعت                                           | لا تتباكى على شيء فاتك ولم يعد لك حظ فيه                                                                |
| مايبكيك غير شفرك وما يحكلك غير ظفرك                                                                        | -                                                                                             | - |
| طاح الحك في الما واجبر غطاه تم                                                                             | -                                                                                             | - |
| كل مع خييك واحض من خييك، لا يدي لك لحويك                                                                   | -                                                                                             | - |
| خوك في الصنعة عدوك                                                                                         | أخوك في الحِرْفة عدوك                                                                           | - |
| لا تعمل خير ما ترى باس (ما دّير خير، ما يطرى باس)                                                           | -                                                                                             | - |
| اللي دارها بيديه، يفكها بسنيه                                                                              | -                                                                                             | من تسبب في صنع المشكل يجب تحمل العواقب والكد من أجل الحل                                                |
| عمّر القط مايهرب من دار الفرح                                                                               | عادة، لا تهجر القططة بيت الحفل                                                                | يُستعمل لصد شخص يُبالغ في مدح و تبجيل شيء ما رغم أن البعض يهجر هذا الشيء لأسباب موجودة                    |
| القصعة د الخادم والبريح بلالها                                                                             | -                                                                                             | - |
| آش خاصك يا الخادم، لخواتم آمولاي                                                                           | ماذا يلزمك أيها الشغالة، خواتم للزينة يا سيدي                                                 | مثل يُستخدم لإبراز أن انتظارات بعض الأشخاص لا تتلائم والوضعية التي هم فيها وكأنهم من عالم مخالف.         |
| اللي عندو(عطاه الله) البحر، عندو(عطاه) اللي يشربو                                                          | من رزقه الله البحر، جعل له من يشربه                                                           | من ابتلاه الله بالمال الوفير، قد ابتلي أيضا بمستحقات و مصاريف عديدة                                     |
| الفول كايعطير ربي غير لي ماعندو سنان                                                                       | -                                                                                             | القدر قد يسوق الأرزاق لمن لا يُقدرها                                                                     |
| علم ولدك التجارة ولا تعلمو اليجارة                                                                         | علموا أولادكم التجارة ولا تعلموهم اللإجارة                                                    | أن يكون ابنك تاجرا خير من أن يُصبح أجيرا                                                                 |
| هزيتو دوا، حطيتو دوا، ما لقيتلو لا حيلة ولا دوا                                                            | -                                                                                             | - |
| فحال الدمّالة، حكيتها سال دمها، خليتها طال همها                                                             | -                                                                                             | - |
| كلها ومحاينو، وكلها محتاج للدعاوي. كاين الي صابر على همو، وكاين الي فيه كثرة الشكاوي                       | كلٌ وهَمُّه، وكل محتاج لدعوة صالحة، فالبعض قد اشتكى والبعض صبر                                    | - |
| ديرها في الرجال ونساها، وديرها في النساء وتسناها                                                           | -                                                                                             | - |
| لا صحبة تنفع ولا حب يدوم، هذا حال الدنيا اليوم                                                             | -                                                                                             | - |
| ضيف كل شهر خصو ماكلة مليحة، وضيف كل نهار خصو شي طريحة                                                      | -                                                                                             | - |
| أنا كنقول لحبيبي، وحبيبي كيقول لحبيبو. وكلامي فينما مشيت كنصيبو                                            | أُفشي سري لصديقي، وصديقي يفشيه لصديقه، وأينما ذهبت أجد أسراري                                  | - |
| ماحد الطماع حاضر، الكذاب ماخاصو خير                                                                        | إذا كان الطماع حاضرا فالكذاب لا يلزمه خير                                                     | - |
| الكلمة من عند الرخيص، ما تزعزع ما تقيص. و من عند الغالي، كنصهر الليالي                                     | -                                                                                             | - |
| ما تقطع الواد حتى تبان حجارو، وماتمشي فالليل حتى يبان نهارو، وما تصحب صديق حتى تعرف خبارو                  | لا تعبر النهر حتى تظهر صخوره، ولا تمشي بالليل حتى يبزغ نهاره، ولا تصحب صديقا حتى تتقصى خبره   | - |
| الفلوس، كتشري النفوس، وكتجعل العجوزة عروس                                                                  | المال يشتري النفوس ويجعل العجوز شابة عروس                                                     | - |
| البصلة عمرها ما تولي تفاحة، والرخيص ما تبان فيه الملاحة. و ناس هاد الزمان ماتفيد معاهوم غير القباحة        | -                                                                                             | - |
| لي زرب على خبزتو ياكلها خضرا                                                                               | من استعجل على خبزه، أكله نيئا                                                                 | - |
| لي مقنع بخبزة تيقنع بنصها                                                                                  | من لم يقنع بخبزة، سيقنع بنصفها                                                                | - |
| ما حاس بالجمرة غير لي كواتو                                                                                | لا يعرف لسع الجمرة إلا من اكتوى بها                                                           | - |
| أش خاصك ألعريان، خواتم أمولاي                                                                              | ماذا تريد أيها العاري، خواتم يا مولاي                                                         | يقال لمن يسيئ تدبير أموره ويلهث وراء الكماليات في حين أنه في أشد الحاجة للضروريات                       |
| لي حاس براسو مسمار كدقو مطرقة                                                                              | من يظن نفسه مسمار، تطرقه مطرقة                                                                | من يرى نفسه قويا ولا يقدر عليه أحد، يسلط الله عليه من هو أقوى منه                                       |
| ما عند الحادكة ما دير فدار المزلوط                                                                         | ليس لذى المرأة المجدة ما تفعله في منزل الفقير                                                 | لا تبرز قيمة العمل إلا عندما يجد من يقدره                                                               |
| كون كان تخراج العينين كايخلع كون الببوشة خلعات سبع                                                         | -                                                                                             | - |
| الوالدين بحالهم بحال الشمعة المضوية إذا طفاو طفات معاهم الدنيا                                             | -                                                                                             | - |
| المتربي فالخير يشم يديه يشبع والمتربي على الجوع بمال الدنيا مايقنع                                         | ابن العز يشم يديه فيشبع، أما ابن الفقر بمال الدنيا لا يقنع                                    | من تربى في النعيم بالقليل يقنع، وأما من جوعه في قلبه فبمال الدنيا لن يقنع                               |
| همي يا همي من قلة عقلي خليت أمي ومشيت نعاود لمرات عمي                                                      | -                                                                                             | - |
| اللي فوجهي يلحلح وفظهري ينبح بغيتو عمرو ما يربح                                                            | -                                                                                             | - |
| نعيشو غي بالخبز والما المهم الراس يبقى مهزوز لسما الكرامة إذا مشات ما بقات عندك قيمة                       | -                                                                                             | - |
| إذا كثرو عليك العديان عرف راسك غادي مزيان                                                                  | إذا تكالب عليك الأعداء فاعلم أنك في الطريق الصحيح                                             | - |
| زهري يا زهري مالك داير كيف العزري شاد معايا العكس من بكري ومخليني نعوم في بحري نتا هربان وأنا تابعك كانجري | ما بك يا حظي دائما ضدي، أنت تهرب وأنا ورائك أجري                                              | - |
| حضي راسك من البلا لا يبليك ومن المرا لا تلعب ييك                                                           | -                                                                                             | - |
| لي بغا لعسل يصبر لقريص نحل                                                                                 | -                                                                                             | - |
| لي بغاني بغيتو ولي نساني فكرني فسميتو                                                                      | -                                                                                             | - |
| الضرب ايديك بالموس حسن إلى شافك المنحوس                                                                    | ان ضربت يدك أحسن أن يراك العدو                                                                | - |
| شد الستون قبل مايجي الكريسون                                                                               | -                                                                                             | - |
| ألف تخميمة وتخميمة ولا ضربة بلمقص                                                                          | ألف تخطيط أفضل من أن تشرع في التنفيذ                                                          | يعني يجب أن نخطط جيدا قبل الشروع في عمل ما                                                              |